# Ubootkameradschaft Kiel

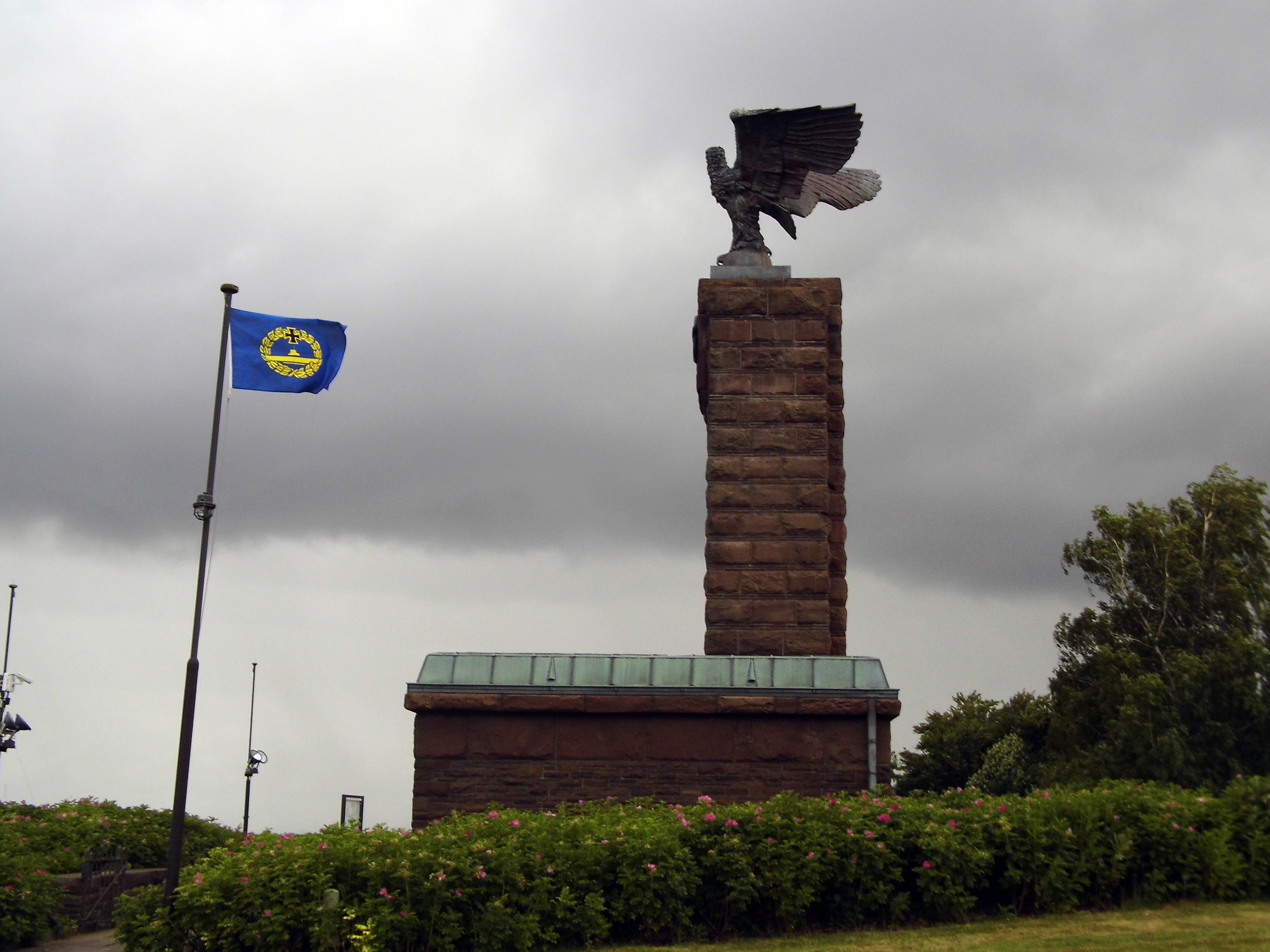
Die Flagge der Ubootkameradschaft Kiel am U-Boot-Ehrenmal

Die Ubootkameradschaft Kiel e. V. (UK-Kiel) ist die Nachfolgeorganisation der am 29. November 1919 als nicht eingetragener Verein gegründeten U-Boot-Kameradschaft Kiel.

## Geschichte
Die Kameradschaft wurde im Januar 1955 im Rahmen einer Versammlung ehemaliger Ubootfahrer in den „Mensastuben“ in Kiel neu gegründet. Die Ubootkameradschaft Kiel e. V. ist im Vereinsregister des Amtsgerichts Kiel unter der Nummer VR 1853 eingetragen. Die Kameradschaft gehört dem Dachverband Verband Deutscher Ubootfahrer e. V. (VDU) an. Die überwiegende Zahl der Mitglieder der Kameradschaft gehört inzwischen der Nachkriegsgeneration an und fährt oder fuhr auf Ubooten der heutigen Deutschen Marine.

## Stiftung
Die UK-Kiel ist Gründer der gemeinnützigen Stiftung U-Boot-Ehrenmal Möltenort. Um die Pflege und Erhaltung des U-Boot-Ehrenmals in Möltenort dauerhaft sicherstellen zu können, beschloss die Ubootkameradschaft Kiel im Jahre 1975 die Gründung der Stiftung Uboot-Ehrenmal Möltenort mit einem anfänglichen Stiftungskapital von 265.000.- DM. Die Stiftung finanziert ihre Arbeit ausschließlich aus Spenden. Das U-Boot-Ehrenmal auf der Möltenorter Schanze in Heikendorf bei Kiel ist dem Gedenken aller auf See gebliebenen Ubootfahrer Deutscher Marinen und aller Opfer des Ubootkrieges gewidmet. Im Rundgang des Ehrenmals sind mehr als 35.000 Namen gefallener Ubootfahrer beider Weltkriege auf Bronzetafeln verzeichnet. Es wurde in den letzten Jahren aber auch eine Gedenktafel mit den Namen der in Friedenszeiten bei Ubootunfällen ums Leben gekommenen deutschen Ubootfahrern angebracht, darunter auch die Namen der am 14. September 1966 beim Untergang von U Hai gestorbenen 19 Kameraden. Erbauer und Eigentümer der Ehrenmalanlage ist der Volksbund Deutsche Kriegsgräberfürsorge e. V., mit dem gemeinsam die Stiftung und mittelbar auch die Ubootkameradschaft an der Pflege und Erhaltung des U-Boot-Ehrenmals arbeiten.

## Ziele
Ein wesentlicher Zweck der Kameradschaft ist die Zusammenführung ehemaliger und aktiver Ubootfahrer, unabhängig von parteipolitischer, weltanschaulicher und religiöser Bindung. Als eine ihrer Hauptaufgaben aber sieht die Ubootkameradschaft Kiel nach wie vor die Arbeit am U-Boot-Ehrenmal in Möltenort. Auch heute noch treffen sich die Mitglieder jedes Jahr bei sechs großen und zwei kleinen Arbeitseinsätzen am Ehrenmal. Unterstützt werden sie dabei von Mitgliedern der anderen Ubootkameradschaften im VDU, nicht zuletzt jedoch und in den letzten Jahren immer mehr – von jungen, aktiven Ubootfahrern der Deutschen Marine.